# Эллисон, Рэй
Рэй «Киллер» Эллисон (англ. Ray «Killer» Allison; 20 июня 1956 года, Чикаго, Иллинойс, США — 5 октября 2016 года, Чикаго, Иллинойс, США) — американский блюзовый барабанщик, гитарист и певец. Пятикратный номинант Blues Music Awards в категории «Блюзовый барабанщик» (1996—2000). Создатель группы Chicago Blues All-Stars.

## Биография
Рэй Эллисон родился в Чикаго в 1956 году. В начале 1970-х появился на блюзовой сцене Чикаго и быстро приобрёл репутацию «барабанщика с самым сильным ударом в мире блюза»  . Впервые записался на альбоме Бастера Бентона Spider In My Stew 1978 года, а со следующего года его календарь работы был расписан на месяцы вперёд. Будучи сессионным барабанщиком и формально не входя в состав какой-либо группы, за четыре десятилетия карьеры он записывался с многими звёздами блюза: Мадди Уотерсом, Бадди Гаем, Джуниором Уэллсом, Силом Джонсоном, Джеймсом Коттоном, Коко Тейлор, Джоном Праймером, Кэри Беллом, Билли Бранчем, Соном Силсом, Табом Бенуа. В его активе выступление с Мадди Уотерсом и Rolling Stones в 1981 году, Полом Баттерфилдом и Джо Кокером и отклонённые предложения о работе от Эрика Клэптона, Джона Мейолла и Гэри Мура . Его игру на барабанах можно услышать на альбомах-лауреатах «Грэмми» (например Slippin' In Бадди Гая, с которым Эллисон сотрудничал более 20 лет) и на множестве альбомов, отмеченных наградами Blues Music Awards (всего Эллисон записался на более чем 100 альбомах ). 
В 2000-е годы стал осваивать гитару и сконцентрировался на этом инструменте. В 2007 году, вместе с гитаристом югославского происхождения Дэниелом Иванковичем, основал группу Chicago Blues All-Stars  которая выпустила в 2013 году дебютный альбом Red, Hot & Blue . Он попал в Топ-25 в Living Blues Radio Report, а также достиг Топ-30 в Roots Music Report. Основной целью создания группы называлась популяризация блюза в мире, поэтому группа экспериментировала, выходя за рамки блюза, и сочетая несколько альтернативных жанров, включая фанк, хаус, даб-степ, хип-хоп, нео-соул, индастриал. Доходы от продаж «Red, Hot & Blue» были направлены на финансирование клиники в One Patient Global Health Initiative. 
Рэй Эллисон был активным участником Чикагской школы блюза, мобильной образовательной программы, дающей студентам, приглашенным музыкантам и преподавателям многокультурный опыт. 
Неожиданно и скоропостижно скончался в сне 5 октября 2016 года за день до смерти ещё одного известного чикагского блюзового барабанщика Теда Харви.
«Наряду с Фредом Белоу и Вилли „Big Eyes“ Смитом являлся пионером блюзовых барабанов»  